# 香川久
香川久（日语：香川 久，1965年6月23日—），日本男性動畫師、人物設計師。出身於愛媛縣。AB型血。日本動畫師·演出協會（JAniCA）會員。
大阪美術專門學校畢業後，進入動畫工作室「紳士洋蔥製作公司」以動畫師一職開始參加動畫製作，之後跟同鄉馬越嘉彥2人一起轉移Studio Cockpit。
代表作是擔任作畫監督的《美少女戰士》系列、《少女革命》、《SOUL EATER》、《FRESH光之美少女！》，及原創人物設定的劇場版《光之美少女》系列。

## 主要參加作品

### 電視動畫
- 魔法使莎莉 (1989年版)（1989年－1991年，作畫監督）
- 美少女戰士系列
  - 美少女戰士（1992年，作畫監督）
  - 美少女戰士R（1993年，作畫監督）
  - 美少女戰士S（1994年，作畫監督）
  - 美少女戰士SuperS（1995年，作畫監督）
  - 美少女戰士Sailor Stars（1997年，原畫）
- 浪客劍心（1996年－1998年，原畫）
- 烏龍派出所（1996年，作畫監督）
- 少女革命（1997年，作畫監督、原畫）
- 聖路美娜女學院（日语：聖ルミナス女学院）（1998年，人物設定、作畫監督、原畫）
- 神風怪盗貞德（1999年，人物設定、作畫監督）
- 魔法使Tai！（1999年，原畫）
- 神奇寶貝（2000年，作畫監督）
- 銀河冒險戰記（2000年，原畫）
- ANGELIC LAYER 天使領域（2001年，作畫監督、原畫）
- 銀河冒險戰記 the second stage（2001年，作畫監督、作畫監督補佐、原畫）
- 七小花（2002年，原畫）
- 最終兵器彼女（2002年，人物設定）
- Bom Bom彈珠人太空戰士（2002年－2003年，人物設定、總作畫監督）
- 真實夢境（日语：ゆめりあ）（2004年，OP原畫）
- 十兵衛2 -西伯利亞柳生的逆襲-（2004年，作畫監督）
- 聖槍修女（2004年，作畫監督）
- 鋼之鍊金術師（2004年，原畫）
- 頭文字D Fourth Stage（2004年，作畫監督、原畫）
- 巖窟王（2004年，作畫監督補佐、原畫）
- 怪醫美女RAY THE ANIMATION（2006年，人物設定、總作畫監督、作畫監督）
- 飛輪少年（2006年，原畫）
- 工作狂人（2006年，人物設定、總作畫監督）
- 戀愛情結（2007年，OP原畫）
- 灣岸競速（2007年，人物設定）
- CODE-E（2007年，原畫）
- 太極千字文（2007年，人物設定）
- CRYSTAL BLAZE（日语：クリスタル ブレイズ）（2008年，人物設定、總作畫監督）[5]
- SOUL EATER（2008年，作畫監督）
- Code Geass反叛的魯路修 R2（2008年，作畫監督協力）
- 虎與龍（2008年，原畫）
- FRESH光之美少女！（2009年 - 2010年，人物設定、作畫監督）
- 逆轉監督（2010年，原畫）
- STAR DRIVER 閃亮的塔科特（2010年，原畫）
- 靈異E接觸（2011年，原畫）
- 美食獵人TORIKO（2011年－2014年，人物設定、總作畫監督、作畫監督、原畫）
- 花開物語（2011年，原畫）
- 如果高校棒球女子經理讀了彼得·杜拉克（2011年，原畫）
- 探險托里蘭托（2012年，原畫）
- ONE PIECE×美食獵人×七龍珠Z 超夢幻合作特別篇!!（2013年，人物設定[注 1]）
- Happiness Charge 光之美少女！（2014年，歷代光之美少女原畫）
- 魔神之骨（2014年，作畫監督、原畫）
- 怪盗Joker（2014年，OP原畫）
- DOG DAYS″（2015年，原畫）
- 小長門有希的消失（2015年，作畫監督、原畫）
- Go! Princess 光之美少女（2015年，原畫）
- JOKER GAME（2016年，原畫）
- 虎面人W（2016年，人物設定）
- 火之丸相撲（2018年－2019年，OP&ED原畫）
- 鬼太郎 (第6作)（2019年，原畫）
- 織田肉桂信長（2020年，人物設定[6]、總作畫監督）
- 勇者鬥惡龍 達伊的大冒險 (2020年版)（2020年，總作畫監督）

### OVA
- 魔法使Tai！（1996年，原畫）
- 西部曠野天使（2003年，原畫）
- 最終兵器彼女 Another love song（2005年，人物設定、總作畫監督、作畫監督）
- 閃亮☆企劃（日语：きらめき☆プロジェクト）（2005年，原畫）
- .hack//Quantum（2011年，原畫）

### 電影動畫
- 劇場版 美少女戰士S（1994年，人物設定、作畫監督）
- 劇場版 美少女戰士SuperS：夢想黑洞的奇蹟（1995年，人物設定、作畫監督）
- 劇場版 神奇寶貝：結晶塔的帝王（2000年，人物設定、總作畫監督）
- 劇場版 魔法少年賈修：機械巴爾漢來襲（2005年，原畫）
- 勇者物語（2006年，作畫監督、原畫）
- 真救世主傳說 北斗神拳：拉歐傳 殉愛之章（日语：真救世主伝説 北斗の拳）（2006年，人物設定）
- 光之美少女[[[Wikipedia:格式手册/链接#章節|錨點失效]]]系列
  - 劇場版 光之美少女 Max Heart 2：雪空的朋友（2005年，原畫）
  - 劇場版 光之美少女 All Stars DX：大家都是朋友☆奇蹟的全員大集合！（2009年，人物設定）
  - 劇場版 FRESH光之美少女！玩具王國有很多秘密!?（2009，人物設定）
  - 劇場版 光之美少女 All Stars DX2：希望之光☆守護彩虹寶石！（2010年，原創人物設定、原畫）
  - Heartcatch 光之美少女：花之都時尚大作戰！（2010年，作畫監督補佐）
  - 劇場版 光之美少女 All Stars DX3 傳達到未來！連結世界☆彩虹之花！（2011年，原創人物設定、原畫）
  - 劇場版 光之美少女 All Stars New Stage：未來的朋友（2012年，原創人物設定、原畫）
  - 劇場版 光之美少女 All Stars New Stage2：心之朋友（2012年，原創人物設定）
  - 劇場版 光之美少女 All Stars New Stage3：永遠的朋友（2014年，原創人物設定）
  - 劇場版 光之美少女 All Stars：春之嘉年華♪（2015年，原創人物設定、原畫）
  - 劇場版 Go！Princess 光之美少女 Go！Go!! 豪華三部曲!!! 南瓜王國的寶物（2015年，人物設定、作畫監督、原畫）
  - 劇場版 光之美少女 All Stars 大家歌唱吧♪奇跡的魔法！（2016年，原創人物設定、原畫）
  - 劇場版 KiraKira☆光之美少女 A La Mode 清脆出爐！回憶的法式千層酥！（2017年，作畫監督、原畫）
  - 劇場版 光之美少女 Super Stars！（2018年，人物設定、總作畫監督）
  - 劇場版 HUG！光之美少女♡光之美少女 All Stars Memories（2018年，原創人物設定）
- 哆啦A夢：新·大雄與鐵人兵團 ～振翅吧 天使們～（2011年，原畫）
- 手塚治虫的佛陀 -美麗的紅色沙漠！-（2011年，作畫監督）
- 美食獵人TORIKO系列
  - 劇場版 美食獵人TORIKO 3D 開幕！美食大冒險!!（日语：トリコ 3D 開幕!グルメアドベンチャー!!）（2011年，人物設定[注 2]）
  - 劇場版 美食獵人：美食神的超食寶（2013年，人物設定、作畫監督）
- 劇場版 暴力宇宙海賊 ABYSS OF HYPERSPACE -亞空的深淵（2014年，原畫）

### 遊戲
全由Hudson發行。
- BATTLE HEAT（日语：バトルヒート）（1994年，PC-FX）
- VIRUS（日语：VIRUS）（1997年，Sega Saturn）
- 炸彈超人Online（日语：Bomberman Online）（2001年，Dreamcast）
- 迪士尼的魔法公園（2002年，任天堂GameCube）
- 炸彈超人Jetters（日语：ボンバーマンジェッターズ (ゲーム)）（2002年，任天堂GameCube、PlayStation 2）

### 特攝影集
- 歸來的手裏劍戰隊忍忍者 忍忍女孩VS男孩 FINAL WARS（2016年，動畫章節原畫[7]）

### 小說插畫
- 小說 FRESH光之美少女！（2016年，著：前川淳，講談社角色文庫（日语：講談社キャラクター文庫））

## 著書
- 《香川久 東映》（一迅社，2016年7月23日發售） ISBN 978-4758015158
- 《香川久×馬越嘉作&》（馬越嘉彥共著，玄光社（日语：玄光社），2017年5月13日發售）ISBN 978-4-7683-0856-1

## 腳註

## 相關項目
- Studio Cockpit（日语：スタジオコクピット）
- 日本動畫師列表

## 外部連結
- 香川久的X（前Twitter） （日語）